# 塔克什肯镇
塔克什肯镇，是中华人民共和国新疆维吾尔自治区阿勒泰地区青河县下辖的一个乡镇级行政单位。

## 行政区划
塔克什肯镇下辖以下地区：
友好路社区、萨尔布拉克村、依希根村、阿克喀仁村和蒙其克村。

## 交通
- 331国道过境。
- 新疆省道S320